# Pseudoderopeltis morosa
Pseudoderopeltis morosa es una especie de cucaracha del género Pseudoderopeltis, familia Blattidae.

## Distribución
Esta especie se encuentra en Angola.